# Orazio Olivieri
Orazio Olivieri est un ingénieur hydraulicien italien du XVIIe, originaire de Tivoli. 

## Biographie
Son nom apparaît dans la correspondance entre les agents du grand-duc de Florence Ferdinand Ier, Tommaso Francini et les officiers du grand-duc concernant les présents qu'il fait au roi Henri IV pour lui permettre de réaliser les jardins à l'italienne au Château-Neuf de Saint-Germain-en-Laye.
Dans cette correspondance, Orazio Olivieri apparaît comme l'assistant de Tommaso Francini pour la réalisation des jeux d'eau des différentes villas du grand-duc, et en particulier de la villa de Pratolino.
Il vient en France en 1598 avec Tommaso Francini pour la réalisation des jeux d'eau dans les jardins du Château neuf de Saint-Germain-en-Laye et du château de Fontainebleau. Il ne reste en France que jusqu'en 1600 et repart en Italie. Il n'a travaillé que sur les installations hydrauliques du Château neuf de Saint-Germain-en-Laye avec Tommaso Francini.
En Italie, il a réalisé des jeux d'eau dans les jardins de la villa d'Este à Tivoli et de la villa Aldobrandini à Frascati. 
Pour permettre l'alimentation en eau de la villa d'Este, il a dévié la rivière Aniene. Dans la villa Aldobrandini, il a créé à la demande du cardinal Pietro Aldobrandini, neveu du pape Clément VIII, un théâtre d'eau avec Giovanni Guglielmi avec des jets d'eau, de l'eau faisant fonctionner des orgues, des instruments de musique, des vents et des machineries.